# Laurence Peel
Pour les articles homonymes, voir Peel.
Laurence Peel (28 juin 1801 - 10 décembre 1888) est un homme politique britannique conservateur.

## Biographie
Il est le sixième fils de Robert Peel (1er baronnet) et Ellen Yates. Il fait ses études à la Rugby School et à la Christ Church d'Oxford.
En 1827, il est élu député de Cockermouth à la Chambre des communes. Il occupe ce siège jusqu'en 1830. Son frère aîné, Robert Peel, devient Premier ministre en 1841.
Il épouse Jane Lennox, fille de Charles Lennox (4e duc de Richmond) le 20 juillet 1822. Après avoir quitté le Parlement, lui et son épouse se consacrent à la promotion de causes charitables et religieuses. Son fils aîné est Charles Lennox Peel.